# Oroux
Oroux ist ein Ort und eine westfranzösische Gemeinde mit 102 Einwohnern (Stand 1. Januar 2022) im Département Deux-Sèvres in der Region Nouvelle-Aquitaine.

## Lage
Oroux liegt in der historischen Landschaft der Gâtine poitevine in einer Höhe von rund 160 Meter über dem Meer und etwa 19 Kilometer Fahrtstrecke südlich von Airvault  bzw. rund 16 Kilometer nordöstlich von Parthenay.

## Geschichte
In der Nähe von Oroux verlief eine Römerstraße, die Poitiers (Limonum) mit Angers (Juliomagus) verband. Im Mittelalter wurde die Route als Jakobsweg (Via Turonensis) genutzt und durch eine Burg befestigt, aus welcher sich in den nachfolgenden Jahrhunderten allmählich das heutige Schloss entwickelte.

### Bevölkerungsentwicklung
| Jahr      | 1800 | 1851 | 1901 | 1954 | 1999 | 2013 |
| Einwohner | 207  | 291  | 288  | 191  | 107  | 109  |

Der Bevölkerungsrückgang ist in der Hauptsache auf den Verlust an Arbeitsplätzen infolge der Mechanisierung der Landwirtschaft zurückzuführen.

## Wirtschaft
Die Bewohner des Ortes lebten jahrhundertelang als Selbstversorger von den Erträgen ihrer Felder und Gärten; in geringem Umfang wurden auch Weinbau und Viehhaltung betrieben. Die Landwirtschaft spielt auch heute noch die führende Rolle im Wirtschaftsleben der Gemeinde.

## Sehenswürdigkeiten
- Das Château de Maurivet steht auf gallorömischen Fundamenten; es wurde in den Jahren 1490 bis 1530 erbaut, wechselte vom 15. bis zum 19. Jahrhundert mehrfach den Besitzer und wurde wiederholt restauriert. Es besteht heute aus einer zweigeschossigen Dreiflügelanlage mit mehreren Annexbauten. Es befindet sich in Privatbesitz; Teile wurden im Jahr 1988 als Monument historique eingestuft.[2]
- Die Pfarrkirche Saint-Martin ist ein Bau in schlichten ländlich-gotischen Stilformen, der jedoch im Rahmen der Religionskriege und des Vendée-Aufstands wiederholt beschädigt und ausgebessert wurde.